# 陽向こはる
陽向 こはる（ひなた こはる、1998年7月29日 - ）は、日本のアイドル、仮面女子のリーダー。
アリスプロジェクト所属。
口上：荒ぶるチワワのこはる～！　全開口上：浪速の狂犬荒ぶるチワワのこはる～！
身長160cm 体重40kg 足のサイズ24cm

## 経歴
- 2016年1月16日、事務所所属。
- 2016年3月14日　AJ（アリス嬢）としてブログ「こはるん日和」を開始[1]
- 2016年3月19日　就活応援隊 with アポselfメンバーとして初ステージ。
- 2016年5月27日　「アリスはここから！」オーディションで合格！仮面女子研究生「スライムガールズ」昇格。
- 2016年6月4日、「スライムガールズ」に加入。
- 2016年6月18日、派生ユニット「秋葉仮面」に加入。[2]
- 2016年7月9日、仮面女子候補生「ぱー研！」に昇格。[3]
- 2016年7月17日、仮面女子候補生「ぱー研！」メンバーとして初ステージ[4]
- 2016年7月15日　立川駅南口複合商業施設・アレアレアにあるラーメンスクエア「アレアレア2・3階」でスライムガールズとして最初で最後のアレアレアステージに参加
- 2016年7月25日　立川駅南口複合商業施設・アレアレアにあるラーメンスクエア「アレアレア2・3階」で活動するアイドルユニット、アレアガールズとして活動開始
- 2017年4月、町田シバヒロで開催された「大つけ麺博」イメージキャラクター「トッピング☆ガールズFTTB（ふたたび）」を務める。[5]
- 2017年3月 - 12月、FMやまと『アリスタ!』のメインパーソナリティを涼邑芹と務める。
- 2017年8月13日　パセラリゾーツグランデ渋谷にて東西合わせて5つのユニットが同日同時刻に5か所で行う「仮面女子☆パセラ伍箇所同時ワンマン〜真夏の頂上決戦」に仮面女子候補生として参加。[6]
- 2017年11月25日、超組閣で、仮面女子スチームガールズへの昇格が決定。[7]
- 2018年1月14日　成人式を迎える
- 2018年1月20日、仮面女子カフェにて、「超卒業式　超加入式」開催！　仮面女子候補生、ぱー研！を卒業し、スチームガールズに加入。
- 2018年2月15日、仮面女子カフェにて、「仮面の儀」により、仮面女子に加入。[8]
- 2018年4月1日、仮面女子カフェ2部にて派生ユニットPrism加入発表。
- 2018年8月13日、仮面女子カフェ2部にて派生ユニットPrism加入。
- 2019年3月5日　2017年から出演していた多摩テレビの地域密着!た・ま・て・ば・このレギュラーを卒業
- 2019年5月1日　仮面女子として初めてのワンマンライブ「舞浜アンフィシアター」出演[9]
- 2019年12月15日　仮面女子ワンマンライブ＠EXシアター六本木「MASK PRIDE」出演[10]
- 2020年12月12日　仮面女子ワンマンライブ Zepp Haneda「MASK PRIDE2」出演[11]
- 2021年4月4日　仮面女子カフェ1部公演の組閣でアリス十番への昇格が決定。
- 2021年6月20日　仮面女子カフェ1部公演にてスチームガールズを卒業。2部公演にてアリス十番に加入。[12]
- 2023年2月19日　新生仮面女子として活動開始[13]
- 2023年7月29日 陽向こはるちゃん誕生日Tiktok配信の中で四代目仮面女子リーダー就任を発表。

## ユニット活動
- 2016年3月19日-6月3日　就活応援隊withアポselfメンバーとして活動開始：担当カラー黄色
- 2016年6月4日-7月8日　仮面女子候補生スライムガールズ - ウェイバックマシン（2013年8月12日アーカイブ分）：担当カラー紫色
- 2016年7月9日-2018年1月19日　仮面女子候補生：担当カラーピンク色
- 2016年7月9日-2018年1月19日　ぱー研！ - ウェイバックマシン（2013年4月4日アーカイブ分）：担当カラーピンク色
- 2016年6月-　秋葉仮面 - ウェイバックマシン（2016年6月5日アーカイブ分）：担当カラーオレンジ色
- 2016年7月25日-2018年1月　アレアガールズ - ウェイバックマシン（2015年12月20日アーカイブ分）：担当カラーピンク色
- 2017年4月　トッピングガールズFTTB - ウェイバックマシン（2017年4月5日アーカイブ分）：担当カラーピンク色
- 2018年1月-2023年2月19日　仮面女子：担当カラーピンク色
- 2018年1月-2021年6月20日スチームガールズ：担当カラーピンク色
- 2018年8月-　Prism高校 - ウェイバックマシン（2020年11月6日アーカイブ分）：担当カラーピンク色
- 2021年6月-2023年2月19日　アリス十番：担当カラーピンク色
- 2023年2月19日-　新生仮面女子：担当カラーピンク色（2023年5月現在）

## 人物

### 趣味・特技
- 趣味：絵を描くこと[14]
- 特技：水泳、トランペット[15]

### ニックネーム
こはるん、こはちゃん、こはるぅ

## 出演

### ラジオ
- アリスタ!（大和ラジオ放送）　2016年5月

### テレビ
- 地域密着!た・ま・て・ば・こ（多摩テレビ）　2017年7月 - 2019年3月

### ネット配信
- アリスはここから!（WALLOP）　2016年3月 -